# Dieter Arend
Dieter Arend (ur. 14 sierpnia 1914, zm. po 1944) – niemiecki wioślarz, złoty medalista olimpijski.
Wystartował na igrzyskach olimpijskich w Berlinie w 1936 roku, gdzie reprezentanci III Rzeszy w składzie: Gerhard Gustmann, Herbert Adamski i Dieter Arend (sternik) zdobyli złoty medal w dwójkach ze sternikiem. W wyścigu finałowym o 12,8 sekundy wyprzedzili Włochów i o 17,1 sekundy Francuzów. Był to jego jedyny start olimpijski.
Ponadto w 1936 roku zdobył mistrzostwo kraju w dwójkach ze sternikiem, a w latach 1943-1944 zwyciężał w czwórkach ze sternikiem.